# Fabian Farell
Fabian Farell (bürgerlich: Fabian Tocaj; * 11. März 1995 in Geldern) ist ein deutscher DJ und Musikproduzent aus Krefeld. Er legt regelmäßig auf großen Festivals wie New Horizons, Open Beatz und World Club Dome auf und war mehrere Jahre Resident-DJ im Bootshaus. Seine Produktionen im Bereich Electronic Dance Music wurden u. a. auf Sony und Kontor veröffentlicht.

## Werdegang
Tocaj erlangte sein Abitur am Luise-von-Duesberg-Gymnasium in Kempen. Anschließend absolvierte er eine Ausbildung zum IT-Kaufmann bei der Sparkasse. Seine DJ-Karriere begann 2014, nachdem ihm ein Freund eine DJ-Software zeigte und er fortan auf Geburtstagen auflegte. Es folgten erste Auftritte in Clubs. Anfang 2016 gewann Fabian Farell den DJ-Contest im Bootshaus und wurde wenig später Resident-DJ des Clubs. In dieser Funktion spielte er neben DJs wie Hardwell, Deadmau5 und Galantis. Ebenso spielte er 2016 erstmals auf größeren Festivals wie Open Beatz, Ruhr in Love und World Club Dome. 2017 veröffentlichte Farell das Lied Vicious, welches von Yves V und Fedde Le Grand in ihren Radioshows präsentiert wurde und die Top 10 der iTunes-Charts in Österreich erreichen konnte. Im selben Jahr tourte er das erste Mal durch Kroatien, wo er in den renommierten Clubs Papaya und Noa in Zrce spielte und seitdem dort eine Residenz innehat. Seit 2018 ist Fabian Farell Vollzeit als DJ und Produzent tätig und hatte Auftritte in mehreren Ländern Europas sowie 2019 in Asien. Seinen größten Auftritt hatte er dabei auf der Mainstage des New Horizons Festivals. Darüber hinaus ist er alle drei Monate Gast der E-Motion Partyreihe in der Kulturfabrik Krefeld.
2018 produzierte Fabian Farell den Track On That, welcher in den Beatport-Charts im Bereich Electro-House gelistet wurde. Ab 2019 stand er bei Sony Music unter Vertrag. Die erste Produktion unter dem Major-Label trägt den Titel Time Takes Nothing und ist dem Future Pop zuzuordnen. Das Stück wurde vom Fachmagazin Dance-Charts als „innovativ sowie Mainstage-tauglich“ bewertet. Das nächste Lied Against the Rest wurde auf Kontor veröffentlicht und weist über 14 Mio. Aufrufe auf Spotify und 6 Mio. auf YouTube auf. Es wurde von Nervo im Tomorrowland Radio aufgeführt und erhielt Unterstützung von Jerome und Harris & Ford. Mit Misfits folgte 2020 eine weitere Single auf Sony, welche für eine Marketing-Kampagne von Burger King verwendet wurde.

## Diskografie
- 2015: Live The Night [Solektro]
- 2017: Vicious [Run DBN]
- 2018: On That [Pyro]
- 2018: What's Up [Shoonz]
- 2018: How We Rock [WePlay]
- 2019: Time Takes Nothing [Sony]
- 2019: Against the Rest [Kontor]
- 2020: Misfits [Sony]
- 2020: Fire [Future House Cloud]
- 2021: Leonade – Bad One (Fabian Farell Remix) [Warner]
- 2021: Think Twice mit Terri B! [You Love Dance]
- 2021: Against The Wall mit Jerome, Neptunica, Jon Paul [Kontor]
- 2021: Crave the Rave [Beat Dealer]
- 2021: Symphony mit Jaxx & Vega und Wolfpack [Smash The House]
- 2021: PWMH [Beat Dealer]
- 2021: Hypnotized mit Sonny Wern, Azault und Fee van Deren [Beat Dealer Records]
- 2022: Bed of Roses mit John Bandit [Warner Chappell]
- 2022: Burn Me Up mit Moodygee, Crystal Rock [My.Charts.Music]
- 2022: Like Lee [Beat Dealer Records]
- 2022: Say Goodbye mit Justin Prince und Merlin [Kontor]